# Dat 1992
DAT 1992 è il diciassettesimo   album discografico del cantautore italiano Max Arduini, Il disco è stato pubblicato in formato digitale il 23 marzo  2024. La raccolta di inediti è il risultato di canzoni scritte nel 1992 custodite per anni in alcuni DAT e nuove stesure di testo contemporaneo.

## Tracce
Testi e musiche di Max Arduini.
1. Tempo Lampo – 4:55
2. Ricordo Alan Ford – 5:29
3. Gabbia di matti – 4:50
4. Pelle dura – 4:29
5. La libertà di sottrarmi alla scelta – 3:45
6. Signora degli apostrofi mancati – 5:16
7. Gli ultimi giorni felici di Fonzie – 3:51
8. In teoria – 5:55
9. Musicisti malpagati – 4:30
10. Il mio albero – 5:18

## Formazione
- Max Arduini – voce, cori, tastiera
- Stefano Dionigi  – programmazione, pianoforte, arrangiamenti
- Enzo Boccero– arrangiamenti originali 1992 Tastiere